# Rompecabezas (canción)
«Rompecabezas» es el primer video de la banda Timbiriche en 1988, puesto a que Mariana Garza apenas había salido del grupo, en este video solo aparecen 6 de sus integrantes. Fue el último video oficial para promocionar de disco sin contar lo que grabaron para el especial navideño de 1987.
La canción pertenece al séptimo sencillo de la banda mexicana de su disco Timbiriche VII interpretada por todos los integrantes aunque en el video la interpretan Paulina Rubio y Eduardo Capetillo.

## Video
El vídeo fue presentado a comienzos de 1988 con una buena aceptación por parte del público. El vídeo comienza con [Paulina] diciendo "Es un rompecabezas. " y aparece un cubo con los integrantes del grupo dando vueltas. Luego se centra mostrando a Paulina y Eduardo. El vídeo también muestra escenas simulando un rompecabezas.

## Posicionamiento
| Listas (2006-2007)               | Posición |
| -------------------------------- | -------- |
| Argentina Top 40 Singles         | 1        |
| Latin America Top 100            | 4        |
| México Top 100                   | 3        |
| España Hot 100                   | 5        |
| U.S. Billboard Latin Pop Airplay | 5        |

- Datos: Q6111548